# Kandagawa Jet Girls
Kandagawa Jet Girls (神田川JET GIRLS, Kandagawa Jetto Gāruzu) é um projeto multimídia criado por Kadokawa, Marvelous e Egg Firm. Um jogo está sendo desenvolvido para o PlayStation 4 publicado pela Marvellous e desenvolvido por sua subsidiária Honey∞Parade Games. Uma série de televisão de anime da TNK foi ao ar de 8 de outubro de 2019 a 7 de janeiro de 2020.

## Personagens
Rin Namiki (波黄 凛, Namaki Rin)
Voz de: Yū Sasahara
Misa Aoi (蒼井 ミサ, Aoi Misa)
Voz de: Riko Kohara
Kaguya Shinjūin (紫集院 かぐや, Shinjūin Kaguya) Kaguya Shinjūin (紫集院 かぐや, Shinjūin Kaguya)
Voz de: Azusa Tadokoro
Kuromaru Manpuku (満腹 黒丸, Manpuku Kuromaru)
Voz de: Aya Suzaki
Tsui Pan (パン・ツウィ, Pan Tsuwi)
Voz de: Rumi Ōkubo
Tina Pan (パン・ティナ, Pan Tina)
Voz de: Naomi Ōzora
Jennifer Peach (ジェニファー・ピーチ, Jenifā Pīchi)
Voz de: Lynn
Emily Orange (エミリー・オレンジ, Emirī Orenji)
Voz de: Ai Fairouz
Manatsu Shiraishi (白石 マナツ, Shiraishi Manatsu)
Voz de: Chika Anzai
Yuzu Midorikawa (緑川 ゆず, Midorikawa Yuzu)
Voz de: Kaori Maeda
Fūka Tamaki (環 楓花, Tamaki Fūka)
Voz de: Ayaka Asai
Inori Misuda (翠田 いのり, Misuda Inori) Inori Misuda (翠田 いのり, Misuda Inori)
Voz de: Aya Uchida

## Produção e liberação
Em 26 de julho de 2019, Kadokawa, Marvellous e Egg Firm anunciaram um novo projeto de multimídia com o produtor de Senran Kagura, Kenichiro Takaki. Ele revelou que o novo projeto multimídia incluiria um jogo planejado e uma série de televisão de anime. A série foi animada por TNK e dirigida por Hiraku Kaneko, com Gō Zappa lidando com a composição da série, e Tsutomu Miyazawa projetando os personagens. A Egg Firm produziu a série. Foi ao ar de 8 de outubro de 2019 a 7 de janeiro de 2020 na AT-X, Tokyo MX, MBS e BS11. Yū Sasahara e Riko Kohara apresentaram a música tema de abertura da série "Bullet Mermaid", enquanto Azusa Tadokoro apresentou a música tema de encerramento da série "RIVALS". A série é licenciada pela Sentai Filmworks.

## Recepção
Gadget Tsūshin listou "Mijoka", uma expressão proferida por Rin, em sua lista de chavões de anime de 2019.